# At Close Range
At Close Range (u Hombres frente a frente) es una película estadounidense de 1986 dirigida por James Foley. Está basada en hechos reales protagonizados por una familia de gánsteres de Pensilvania, liderada por Bruce Johnston, Sr., que operó durante las décadas de 1960 y 1970.
En la película actúan Sean Penn, Christopher Walken, Chris Penn (hermano de Sean Penn) y Mary Stuart Masterson, así como Millie Perkins, Eileen Ryan (madre de Sean y Chris Penn), Candy Clark, Stephen Geoffreys, Crispin Glover, Kiefer Sutherland en papeles secundarios.
La exitosa canción «Live to Tell» de Madonna fue escrita para la película.

## Argumento
Brad Whitewood, Sr. (Christopher Walken) es el líder de una organización criminal formada por sus hermanos y amigos cercanos. Una noche, su hijo mayor Brad, Jr. (Sean Penn) contacta con él después de una pelea que tuvo con el novio de su madre. Más tarde, termina involucrado en los asuntos criminales de su padre, y comienza su propia pandilla junto a su hermano, Tommy (Chris Penn), y sus amigos.
Los chicos se ven tentados por la idea de conseguir dinero fácil y una noche intentan llevar a cabo un audaz atraco, pero terminan siendo arrestados. El padre cree que su hijo Brad, Jr. informará a la policía sobre sus actividades, y como advertencia viola a su novia Terry (Mary Stuart Masterson). Esta violación tiene un resultado opuesto: Brad, Jr. comienza a informar a las autoridades sobre los crímenes de su padre, entre ellos un asesinato del que fue testigo.
Brad, Sr. se vuelve paranoico y asesina uno por uno a los miembros de la pandilla de su hijo, incluyendo a Tommy. Finalmente ordena llevar a cabo la ejecución de Brad, Jr. y Terry justo cuando pensaban huir para iniciar una nueva vida juntos: Terry muere durante el atentado pero Brad sobrevive, aunque malherido; llega hasta la casa de su padre y lo encara con una pistola, pero decide dejarlo vivir y testifica contra él en la corte.

## Reparto
| Actor                 | Personaje           |
| --------------------- | ------------------- |
| Sean Penn             | Brad Whitewood, Jr. |
| Christopher Walken    | Brad Whitewood, Sr. |
| Mary Stuart Masterson | Terry               |
| Chris Penn            | Tommy Whitewood     |
| Millie Perkins        | Julie               |
| Eileen Ryan           | Abuela              |
| Tracey Walter         | Tío Patch Whitewood |
| R.D. Call             | Dickie              |
| David Strathairn      | Tony Pine           |
| J.C. Quinn            | Boyd                |
| Candy Clark           | Mary Sue            |
| Jake Dengel           | Lester              |
| Kiefer Sutherland     | Tim                 |
| Crispin Glover        | Lucas               |
| Stephen Geoffreys     | Aggie               |